# Horst Schubert
Horst Schubert (11 de junio de 1919 - 2001) fue un matemático alemán, especializado en teoría de nudos y en criptografía.

## Semblanza
Schubert nació en 1919 en la localidad de Chemnitz, una pequeña ciudad de Sajonia cercana a Leipzig. Estudió matemáticas y física en las universidades de Frankfurt am Main, Zürich y Heidelberg, donde en 1948 recibió su doctorado dirigido por Herbert Seifert, con la tesis La descomposición única de un nudo en nudos primos.
De 1948 a 1956 fue asistente en Heidelberg, donde recibió en 1952 su habilitación docente. Desde 1959 fue profesor extraordinario y desde 1962 profesor ordinariario en la Universidad de Kiel. De 1969 a 1984 fue profesor de la Universidad de Düsseldorf.
En 1949 publicó su prueba de que cada nudo orientado en {\displaystyle S^{3}} se descompone como una suma conexa de nudos primos de forma única (prescindiendo de reordenaciones). Después de esta prueba encontró una nueva prueba basada en su estudio de toros incompresibles en complementos de nudos. Publicó este trabajo, titulado "Knoten und Vollringe" (Nudos y Anillas) en Acta Mathematica, donde definió los conceptos de nudo satélite y de nudo acompañante. Sus estudiantes de doctorado incluyen a Theodor Bröcker.

## Trabajo durante la Segunda Guerra Mundial
Durante la Segunda Guerra Mundial trabajó como matemático y criptoanalista en la organización de inteligencia de señales de la Wehrmacht, lo organización General de Inteligencia, como experto en la decodificación de los mensajes cifrados y de los códigos del Ejército Rojo y del Ejército de Polonia, así como en códigos y cifrados para los agentes alemanes, alcanzando el rango de teniente primero.

## Obras seleccionadas
- "Kategorien" (Categorías). 2 vols. Springer, 1970 (traducción al inglés por Eva Gray: Categorías. Springer-Verlag, 1972 ISBN 0387057838)
- "Topologie-Eine Einführung" (Topología: una introducción). Teubner, 1969, 3ª ed. 1971 (traducción al inglés por Siegfried Moran: Topología. Macdonald & Co. 1968 ISBN 0356020770)
- Knoten, Jahresbericht DMV, vol. 69, 1967/68, pág. 184